# جون فيركلوغ
جون فيركلوغ (بالإنجليزية: John Fairclough)‏ هو عالم حاسوب ومهندس بريطاني، ولد في 23 أغسطس 1930، وتوفي في 5 يونيو 2003.